# Beremowce
Beremowce (ukr. Беримівці) – wieś na Ukrainie w rejonie tarnopolskim należącym do obwodu tarnopolskiego.
W II Rzeczypospolitej miejscowość należała do gminy wiejskiej Olejów w powiecie zborowskim województwa tarnopolskiego.
Do 2020 w rejonie zborowskim.